# Iain Jensen
Iain Jensen (ur. 23 maja 1988) – australijski żeglarz startujący w klasie 49er. Zdobywca złotego medalu wspólnie z Nathanem Outteridgem na Igrzystkach olimpijskich w Londynie w 2012 roku.

## Osiągnięcia sportowe

### Igrzyska olimpijskie
| Miejsce | Dzień      | Rok  | Miejscowość | Konkurencja | Punkty  | Strata | Zwycięzca |
| ------- | ---------- | ---- | ----------- | ----------- | ------- | ------ | --------- |
| 1.      | 8 sierpnia | 2012 | Weymouth    | 49er        | 56 pkt. | –      | –         |